# 招商銀行
招商銀行（しょうしょうぎんこう、中国語: 招商银行股份有限公司、拼音: zhāo shāng yín háng、英称: China Merchants Bank Co., Ltd.）は、中華人民共和国広東省深圳市福田区に本社を置く銀行。略称は「招行」、英略称は「CMB」。招商局集団（China Merchants Group）のグループ企業の一つとして、1987年4月8日に設立された。中国で初めての完全株式制の法人企業である。金融最大手の「八行五保」の一行である。
他行との違いは、国際クレジットカード業務に優れている点である。2002年12月にクレジットカード業務を開始し、2006年には500万枚のクレジットカードを発行している。

## 日本との関係
- 全日空、JCBとの提携カードをそれぞれ発行している。
- 日本の漫画、アニメキャラクターをデザインに使用したカードを多数発行している。

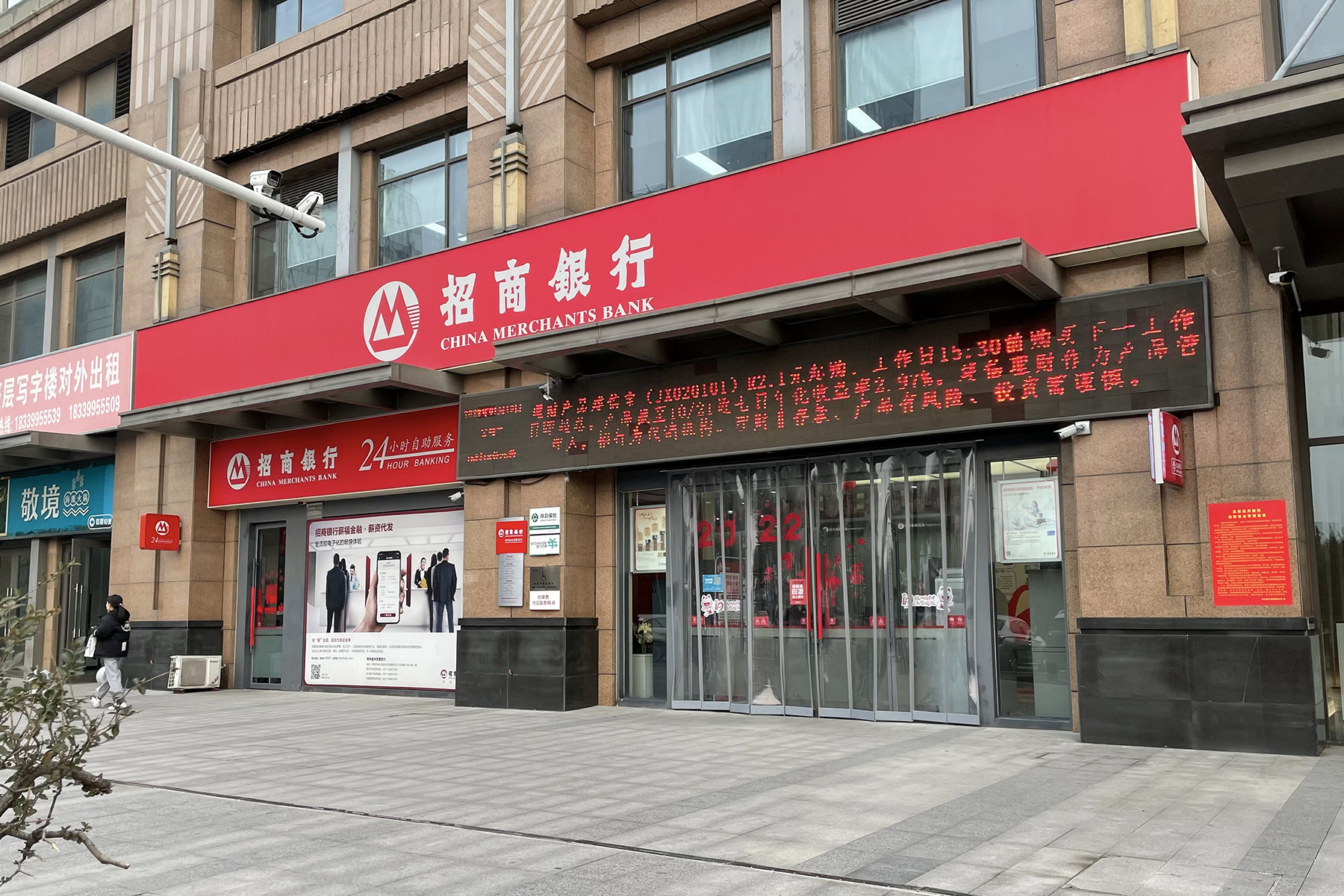
招商銀行